# Théodore Leuridan
Théodore Leuridan (1860-1933) est un prêtre français, archiviste du diocèse de Cambrai, bibliothécaire d'université et président de la société d'études au XIXe siècle. Il a écrit plusieurs dizaines d'ouvrages de références, éphémérides, armoriaux, généalogies portant sur l'histoire du Nord.

## Biographie
Théodore Marie Joseph Leuridan est le fils de Théodore Désiré Joseph, archiviste de Roubaix, né à Roubaix le 10 mai 1860. Il fut :
- chanoine honoraire de la basilique métropolitaine de Cambrai
- archiviste diocésain
- vicaire à Wattignies, puis chanoine du diocèse de Lille,
- bibliothécaire de l’université catholique de Lille,
- membre honoraire de la Société des Sciences de Lille, de la Commission historique du département du Nord et de nombreuses sociétés savantes,
- président de la Société d'émulation de Roubaix,
- fondateur et président de la Société d'études de la province de Cambrai.

Il est mort à Roubaix le 19 février 1933.

## Publications
- Essai sur l'histoire religieuse de la Flandre wallonne, Roubaix : Duthoit-Paquot, 1877. Disponible en texte intégral sur LillOnum
- Histoire de Linselles, Lille : Imprimerie L. Danel, 1883. Disponible en texte intégral sur LillOnum
- Les égards de la manufacture de Roubaix : brève histoire du corps de métier et de ses luttes, Roubaix : Imprimerie Alfred Reboux, 1896. Disponible en texte intégral sur LillOnum
- Armorial des communes du département du Nord, Lille : Lefebvre-Ducrocq, 1909. Disponible en texte intégral sur LillOnum
- Généalogie de la famille Lefebvre (Wattrelos-Roubaix), Imp. Georges Frère, 1931, gr. in-8°, 102 pages.
- Epigraphie ou recueil des inscriptions du département du Nord ou du diocèse de Cambrai, Tome IX, Lille, Secrétariat de la société d’études de la province de Cambrai, 1932.
- Epigraphie ou recueil des inscriptions du département du Nord ou du diocèse de Cambrai, Tome X, Lille, Secrétariat de la société d’études de la province de Cambrai, 1938.
- Epigraphie ou recueil des inscriptions du département du Nord ou du diocèse de Cambrai, Tome XI, Lille, Secrétariat de la société d’études de la province de Cambrai, 1947.

## Armes
De sable au chevron d'or accompagné en pointe d'une abeille d'argent .